# Box Elder (Dakota del Sur)
Box Elder es una ciudad ubicada en los condados de Pennington y Meade en el estado estadounidense de Dakota del Sur. En el Censo de 2010 tenía una población de 7.800 habitantes y una densidad poblacional de 216,43 personas por km².

## Geografía
Box Elder se encuentra ubicada en las coordenadas 44°6′44″N 103°4′33″O / 44.11222, -103.07583. Según la Oficina del Censo de los Estados Unidos, Box Elder tiene una superficie total de 36.04 km², de la cual 36.01 km² corresponden a tierra firme y (0.09%) 0.03 km² es agua.

## Demografía
Según el censo de 2010, había 7.800 personas residiendo en Box Elder. La densidad de población era de 216,43 hab./km². De los 7.800 habitantes, Box Elder estaba compuesto por el 79.51% blancos, el 5.1% eran afroamericanos, el 4.45% eran amerindios, el 2.19% eran asiáticos, el 0.37% eran isleños del Pacífico, el 2.36% eran de otras razas y el 6.01% pertenecían a dos o más razas. Del total de la población el 7.95% eran hispanos o latinos de cualquier raza.